# Турнес
Турнес — деревня в Дебёсском районе Удмуртской республики.

## География
Находится в восточной части Удмуртии на расстоянии приблизительно 5 км на север по прямой от районного центра села Дебёссы.

## История
Известна с 1873 года как починок Турнеской с 6 дворами. В 1905 году 16 дворов, в 1924 (уже деревня) 26. До 2021 года входила в состав Тольенского сельского поселения.

## Население
Постоянное население составляло 66 человек (1873 год), 161 (1905), 226 (1926, все удмурты), 102 человека в 2002 году (удмурты 94 %), 94 в 2012.